# Саншеншо
Саншеншо (гал. Sanxenxo, ісп. Sangenjo) — муніципалітет в Іспанії, у складі автономної спільноти Галісія, у провінції Понтеведра. Населення — 17 315 осіб (2009).
Муніципалітет розташований на відстані близько 480 км на північний захід від Мадрида, 13 км на захід від Понтеведри.

## Демографія
Динаміка населення (INE ):

## Галерея зображень

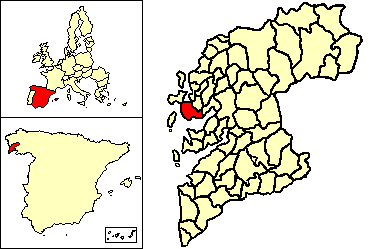
Розташування муніципалітету